# Det hårda straffet
Det hårda straffet (originaltitel: The Last Detail) är en amerikansk dramakomedifilm från 1973 i regi av Hal Ashby.

## Handling
På ytan om en transport till ett militärfängelse, men på djupet snarare om president Richard Nixon och livet i det militära. Två härdade sjömän ur amerikanska flottan, Buddusky (Nicholson) och Mulhall (Young), åtar sig uppdraget av forsla en annan sjöman, Meadows (Quaid), till fängelset. Meadows har dömts till åtta år för att ha stulit en obetydlig summa pengar. Under resans gång försöker de båda äldre flottisterna förströ sin unge fånge på olika vis medelst krogrundor, bordellbesök, med mera. Filmen slutar med att Meadows försöker rymma och blir ganska illa slagen av Buddusky och Mulhall som därefter lämpar av honom vid fängelset och efteråt försöker ruska av sig den obehagliga upplevelsen.

## Rollista (i urval)
- Jack Nicholson - Billy "Bad Ass" Buddusky
- Otis Young - 'Mule' Mulhall
- Randy Quaid - Larry Meadows
- Clifton James - M.A.A.
- Carol Kane - Young Whore
- Michael Moriarty - Marine O.D.
- Luana Anders - Donna
- Kathleen Miller - Annette

## Om filmen
Gerald Ayres på Columbia erbjöd 1972 Hal Ashby att göra filmen, efter en roman av Danny Ponicgan och omarbetad till filmmanus av Robert Towne. Då Columbia senare noterade det råa språk som Towne använt sig av i manuset (ordet "fuck" sägs 342 gånger under de sju första minuterna) började man få kalla fötter, men Ashby och Towne vägrade ge med sig angående innehållet i filmen.
Från början var det tänkt att skådespelaren Rupert Crosse skulle spela Mulhall, men han hade drabbats av cancer precis innan inspelningen skulle börja. Ashby väntade en tid för att se om Crosse skulle tillfriskna men fick slutligen ersätta honom med Young.
Inspelningen, genomförd under hösten 1972, gick ganska fort men klippningsprocessen (utförd av Ashby själv) drog ut på tiden. Columbia försökte upprepade gånger ta ifrån Ashby filmen för att göra den till något som ansågs mer gångbart.
1973 stod Columbia emellertid inför en stor kris och fick plötsligt andra saker att tänka på. En mer modern företagsledning installerades för att vända den nedåtgående trenden. Trots att gamla krafter på Columbia fortsatte motarbeta Ashby fick filmen, i oförändrat skick, premiär i december 1973. Filmen blev en betydande framgång och Ashbys stjärna steg medan Columbia fick krypa till korset.
Jack Nicholson vann en Oscar för sin roll och filmen vann allt som allt tre utmärkelser av detta slag.